# Социологија религије
Социологија религије је грана социологије која се бави проучавањем веровања, социјалне структуре, историјског развитка, тема и улога религије у друштву. У социологији религије се истиче битна улога религије у готово свим друштвима на Земљи данас и током целокупне историје. Религијски социолози покушавају да објасне утицаје друштва на религију и религије на друштво, односно њихову међусобну повезаност.

## Историја и данашња важност
Класични социолози касног XIX и раног XX века су били изразито заинтересовани за социологију и њен утицај у друштву. То су Емил Диркем, Макс Вебер и Карл Маркс. Новија схватања религије укључују радове Питера Бергера, Роберта Белаха, Томаса Лукмана, Роднија Старка, Роберта Вутнова, Кристијана Смита и Брајана Вилсона. Упркос тврдњама многих класичних теоретичара и социолога након Другог светског рата, религија је наставила да има велики утицај на живот појединаца. Мада се сматрало да је секуларизација узела маха, догађаји попут Исламске револуције у Ирану 1979. показују да је религија и даље присутна и да утиче на друштвене промене.

## Погледи на религију у класичној социологији
Диркем, Маркс и Вебер имали су сложене и садржајне теорије о природи и утицају религије. Иако се Диркем и Вебер сматрају тежим за разумевање због природе њихових текстова који не обилују сликовитошћу и примерима, религија је у теоријама све тројице веома важна социјална варијабла. 

### Карл Маркс
”Марксово мишљење је било производ просветитељства у свом пориву да замени веру разумом и религију науком”. Упркос каснијем утицају теорија Карла Маркса, он свој рад није видео као етички нити идеолошки одговор на капиталистички систем 19. века, за разлику од других. По њему, његови напори су били засновани на такозваној примењеној науци. Маркс је своју социологију и економску теорију сматрао морално неутралним, којима се бавио због развоја друштва. Како Кристијано наводи, ”Маркс није веровао у науку зарад науке...веровао је да је развијао теорију која би била корисно оруђе за настанак револуције против капиталистичког система зарад комунистичког.” Као такви, срж његових аргумената била је у томе да се човек најбоље води разумом. Држао је религију за супротност разуму која прикрива истину и вара вернике. Маркс је, такође видео отуђење (алијенацију) као срж друштвених неједнакости, а слободу као антипод алијенацији. Стога, Маркс је тврдио да је за постизање слободе потребно људима предочити истину и дати им избор да ли ће је прихватити. Ово становиште многи аутори виде као доказ тврдње да Маркс није сугерисао да религију треба забранити”.
Централно место у Марксовом учењу заузима опресивна економска ситуација у свету у ком је живео. Са порастом европског индустријализма, Маркс и Енгелс сведочили су порасту онога што је он називао вишком вредности. Марксов поглед на капитализам видео је како у таквом систему богати постају богатији, док њихови радници сиромаше. (вишак вредности је управо у тој разлици). Радници нису само били експлоатисани, него су у процесу били све више и више удаљавани од производа свог рада. Маркс тврди да продајући свој рад за плате, радници постају удаљени од објекта свог рада и сами постају објекти. Ово сматра и узроком отуђења. Обичан радник, по Марксу, приморан је да верује да је лако заменљиво оруђе, што доводи до отуђења. Овде, по Марксу упливава религија. Капитализам користи природну људску тенденцију ка веровању и религији као оруђе, то јест део државног идеолошког апарата не би ли ово отуђење оправдао. Хришћанство учи да они који имају богатства и моћи у земаљском животу неће бити награђени у следећем, док они који трпе опресију и сиромаштво у земаљском животу и теже духовном богатству бивају награђени после смрти. Одатле и Марксова реченица да је религија опијум за народ, пошто их омамљује и затупљује им чула за бол који произилази из опресије. Неки аутори су скоро приметили да је ово контрадикторна (или дијалектичка) метафора, која религију описује и као експресију патње и као протест против патње.

### Емил Диркем
Емил Диркем припада позитивистичкој традицији, то јест своје проучавање друштва сматрао је научним и неутралним. Био је веома заинтересован за то шта држи сложена модерна друштва заједно. По њему је религија била израз друштвене кохезије. 
У његовом теренском раду, који је резултовао чувеним делом Елементарне форме религијског живота, Диркем, секуларан Француз, проучавао је антрополошке карактеристике аустралијских урођеника. Његов циљ је био да разуме основне облике религијског живота свих друштава. У делу, Диркем наводи да тотеми Абориџина представљају изразе њихове концепције самог друштва. Диркем наводи да ово не важи само у примеру Абориџина већ и у свим друштвима. 
Религија за Диркема није имагинарна, иако је своди у форму која искључује својства која верници налазе за есенцијалне. Религија је, по њему, веома стварна, она је израз друштва, те не постоји друштво које нема религију. Ми сви, као појединци уочавамо силу већу од нас самих, наш друштвени живот, и дајемо тој појави натприродна својства. Онда се религиозно изражавамо у групама, што за Диркема појачава симболичку моћ. Религија је израз наше колективне свести, која је спој наших индивидуалних свести, која потом ствара сопствену реалност. 
Даље наводи да друштва које карактерише нижи степен сложености, попут Абориџина Аустралије имају мање сложене религијске системе, који укључују тотеме повезане са појединим клановима. Што сложеније друштво, Диркем тврди, то је сложенији и религијски систем. Како друштва долазе у додир са другим друштвима, постоји тежња религијских система ка универзализацији. Међутим, како подела рада чини да појединац постаје привидно значајнији, религијски се системи све више оријентишу ка појединачној савести и спасењу. 
Диркем дефинише религију као ”јединствен систем веровања и радњи повезаних са светим стварима, то јест појавама које су постављене као удаљене и забрањене, које збирно чине јединствену моралну заједницу, познату као Црква и свих оних који су тим веровањима и радњама потчињени” (Маркс, увод) Ово је функционална дефиниција религије, то јест она дефиниција која објашњава функцију религије у друштвеном животу, а то је, једном речју, сједињује друштва. Диркем је дефинисао религију као јасну дистинкцију између оног што је светог и оно што је није, што је могуће упоредити са дистинкцијом између Бога и човека. 
Ова дефиниција, пак, не пружа одговор на питање шта би то могло бити сматрано светим. Тако су каснији социолози религије (нарочито Роберт Бела) проширили Диркемова виђења увођењем појмова попут грађанске религије, односно религије државе. Примера ради, грађанска религија Сједињених Америчких држава били би застава САД, Абрахам Линколн, Мартин Лутер Кинг, и тако даље. Други социолози су преузели Диркемов концепт религије и дефинисали религије професионалног спорта, војске или, примера ради, рок музике.

### Макс Вебер
Макс Вебер објавио је четири значајна текста о религији у контексту економске социологије: ”Протестантска етика и дух капитализма” (1905), ”Религија Кине: Конфучијанизам и Таоизам” (1915), ”Религија Индије: Социологија Хиндуизма и Будизма” (1915) и Древни Јудаизам (1920).
У својој социологији Вебер користи немачки термин ”Verstehen” да опише свој метод интерпретације намера и контекста људских радњи. Вебер није позитивиста у смислу да не верује да је могуће пронаћи чињенице у социологији које се могу насумично повезивати. Иако верује да неке генерализације друштвеног живота могу бити начињене, нису га интересовала позитивистичка тврђења, већ повезаности и низови у историји и појединачним случајевима.
Вебер, дакле, под сопственим премисама проучава феномен религије. Религијска група или појединац, је по Веберу, подложан утицају разнородних фактора, међутим уколико група или појединац тврде да делују у име религије, треба покушати разумети њихову перспективу прво на верској основи. Вебер одаје признање религији за обликовање личних погледа на свет, који даље могу утицати на циљеве и делања појединца. 
Према Веберу, религију је најлакше разумети као појаву која одговара људским потребама за теодецијом и сотериологијом. Човека, тврди Вебер, мучи питање теодеције- питање како је могуће помирити узвишену моћ Бога са несавршеношћу света који је он креирао и којим влада. Тако људи, на пример, осећају потребу да знају зашто на свету постоје незаслужено добро и патња. Религија појединцу пружа сотериолошке одговоре, односно одговоре који нуде могућност спасења- ослобађања од патње. Тако жеља за спасењем, као и жеља за богатством постаје део људске мотивације. 
Како религија помаже у дефиницији мотивације, Вебер је веровао да је религија, а нарочито Калвинизам, помогла у настанку савременог капитализма, како је навео у свом најпознатијем и контроверзном делу ”Протестантска етика и дух капитализма”.
У ”Протестантској етици”, Вебер наводи да је капитализам у Европи узео маха због начина интерпретације веровања у предестинацију код Пуританаца у Енглеској. Пуританска теологија заснивала се на Калвинистичком принципу како спасење неће бити опште, већ резервисано за изабране, који би избегли Пакао, а одредиште у загробном животу било је одређено пуком предетерминацијом, односно Божијом вољом, без могућности да појединац за свог живота на своју судбину утиче. Званична доктрина држала је да нико са сигурношћу није могао да зна хоће ли бити изабран. 
У овом учењу Вебер увиђа да је оно било психолошки отежавајуће: људи су, природно, били анксиозни да знају да ли ће бити стављени на вечне муке или не. Тако су пуританске вође почеле уверавати чланове да, уколико би им у пословном или финансијском смислу успевало у животу, би то представљало тек незваничан знак да су имали Божије одобравање и да су били међу онима који ће дочекати Спасење, међутим само ако би на ”добар” начин убирали плодове свог рада. Овакво учење је, заједно са монотеистичким рационализмом подстицало рационално пословање, али и прорачунате циљеве ка финансијском успеху који би превазилазио границу неопходности, у чему Вебер види ”дух капитализма”. Временом, навика повезана са духом капитализма изгубила је религијску конотацију, али се задржала себе саме (циљања ка профиту) ради. 
Теза изнета у делу била је неретко на мети критика и обарања, али и даље подстиче теоријске дебате у социологији религије. Вебер се значајно остварио и у проучавању других религија, попут Хиндуизма и Будизма.  
Значајна је и његова подела изнета у делу Економија и друштво на три идеална типа верских ставова.
Такође је битна за навести и Веберова карактеризација магије као пререлигијске активности.

## Рационализам
Рационалисте се противе феноменолошком и функционалистичком приступу религији, наводећи да овакви приступи не успевају да објасне зашто појединци који верују у системе не- научног знања живе у уверењу да говоре истину, чак и када их наука демантује. Даље тврде да се форме знања не могу објаснити у друштвеном или психолошком оквиру из перспективе посматрача. Сматрају да је перспектива верујућег она из које је ваљано проучавати религију. Људи не верују у Бога, практикују магију или се баве другим делатностима које сматрају натприродним зато што мисле да им то пружа психолошку сигурности или да би допринели кохезији својих сопствених група. Они то раде из убеђења да су њихови ставови тачни - да им објашњавају истину о свету који их окружује. 
Рационалистички аутори деветнаестог века, одражавајући еволуционистички дух свога доба, објашњавали су мањак рационалности и примат неистинитих уверења у давним временима као дефиците менталне природе. Менталитете људи тих епоха сматрали су пре- логичним и нерационалним. Овакав став није био прихваћен међу рационалистима двадесетог века, који су сматрали да људи у давним временима нису имали инфериорне интелекте, већ су им недостајали социјални и културални услови за ширење рационализма. Рационалисти виде историју савременог друштва као успон научног, и консеквентно, опадање ненаучног знања. Сматрају да су нека од тих уверења попут магијских или вештичарења нестали, док су друга, попут религије маргинализовани. Ова рационалистичка перспектива довела је до секуларизације различитих теорија.

## Подела религијских група
Према уобичајеној социолошкој подели, религијске групе се деле на цркве, деноминације, култове и секте. Реч "култ" и "секта" се често користе у негативном значењу тих речи у модерном друштву.

## Истраживање
У економски развијеним демократијама, виши степен религиозности коинцидентан је са високом стопом убистава, превремене и смрти одојчади, инфекцијама полно преносивим болестима, раном трудноћом и абортусом. Како аутор Стивен Лоу парафразира у свом делу ”Рат за дечије умове”. ”Најатеистичкија економски развијена демократија, САД, изузетна је, али на на начин на који је Френклин предвидео. САД су, скоро увек највише дисфункционална развијена демократија, понекад на спектакуларан начин,... Тако да је поглед на САД као на ”блистави град на брду” фалсификован за остатак света, у односу на основне параметре друштвеног здравља”.
Студија такође показује да су секуларна, про-еволуционарна друштва, она друштва која се ближе ”култури живљења”. Аутори закључују да успех високо секуларизованих друштава, попут Скандинавије, Јапана и Француске, оповргава тезу о пропасти ”безбожачких” друштава. Додају такође и да је за обарање њихових закључака потребно пронаћи позитивну везу сличног опсега између религиозности и друштвених прилика у развијеним државама, изражавајући сумњу у такву могућност.
Британски Би-Би-Си известио је о студији која користи математичко моделирање да предвиди будућу религијску оријентацију популације. Студија показује да религија тежи истребљењу у државама где тренутно опада степен религиозности, као што су Аустралија, Нови Зеланд, Аустрија, Чешка, Канада, Финска, Ирска, Холандија и Швајцарска.